# 傅丰永
傅丰永（1914年—1979年），男，安徽怀宁人，中国植物化学家，曾任中国医学科学院药物研究所研究员。